# إغناطيوس نوح اللبناني
البطريرك إغناطيوس نوح اللبناني يُعرف أيضًا باسم نوح بونيكويو أو نوح البكوفاني، بطريرك أنطاكية ورئيس الكنيسة السريانية الأرثوذكسية من عام 1493 حتى وفاته عام 1509.

## السيرة الذاتية
ولد نوح عام 1451 في قرية بعقوبة في جبل لبنان لعائلة مارونية، لكنه اعتنق فيما بعد وانضم إلى الكنيسة السريانية الأرثوذكسية. دخل دير القديس موسى الحبشي قرب النبك في سوريا، ودرس الدين والسريانية على الراهب الكاهن توما حمص. أصبح نوح كاهنًا ورُسم فيما بعد رئيسًا لأساقفة حمص عام 1480، حيث اتخذ اسم كيرلس. يلاحظ تابع المجهول في التاريخ الكنسي لـ بار عبرانيين أن نوح كان يتقن العربية والسريانية.
قبل عدة سنوات من عام 1487، سافر نوح من القدس إلى فرديس، بالقرب من إهدن في قضاء بشري في جبل لبنان، للتبشير بين الموارنة وتوفير التعليم. هنا اكتسب عددًا من المهتدين الذين أحضرهم بعد ذلك أمام ديسقوروس، رئيس أساقفة القدس، وتمت رسامتهم رجال دين علمانيين |علماني ونظاميون رجال دين. المؤرخ والبطريرك الماروني إسطفان الدويهي في تاريخ الأزمنة يسمي نوحاً كأول من قام بالعمل التبشيري السرياني الأرثوذكسي المستمر للموارنة. إنه يشهد على تلاميذه وعملهم التبشيري المستمر.
في عام 1489 أو 1490، كرس نوح ليكون مفريان الشرق واتخذ اسم باسيل. أو 1490. يتم تسجيله في MS. سيدي الفاتيكان. "ص97 أنه ألقى خطبة في الموصل في ربيع عام 1492 (العصر السلوقيوني 1803) أدان فيها النساطرة لمعارضتهم لقب " والدة الإله ("والدة الله") لـ مريم أم يسوع، وتباعد في الاحتفال عيد البشارة. بعد وفاة البطريرك إغناطيوس يوحنا الرابع عشر سنة 1493، انعقد مجمع في دير القديس حنانيا بالقرب من ماردين في طور عبدين، وانتخب نوحًا خلفًا له بطريركًا على أنطاكية، واتخذ عليه اسم إغناطيوس.وضع صعود نوح كبطريرك إما في عام 1493، أو 1494. ناشد بعد ذلك قاسم بن جهانجير، آق قويونلو سلطان ماردين، وأمير حسن كيف ليتم تعيينهما كبطريرك للجميع مصطلحات للمسيحيين السريان لمنع المنافسين.
وبعد صعوده إلى المنصب البطريركي، دخل في خلاف بين أساقفة طور عبدين والبطريرك مسعود الثاني من طور عابدين. أثار مسعود غضب أساقفته بعد أن رسم باسيل المالكي من مديات مفريان من طور عابدين واثني عشر أسقفًا بدون أبرشيات، وبذلك يعد انتهاكًا. من القانون كنسي. هذا فيشملت الأبرشيات خارج نطاق ولاية مسعود وبعضها كان لديه بالفعل أساقفة حاليون، مثل أبرشية معدان، التي رسم لها مسعود الكاهن إبراهيم في معارضة المرشح الذي عينه نوح. في رسالة، قدمت الكنيسة القبطية الأرثوذكسية بالإسكندرية البابا يوحنا الثالث عشر من الإسكندرية دعمها لنوح ضد مسعود، لكنها نصحت بالمصالحة والوحدة للحفاظ على سلامة الكنيسة.
وبعد أن اشتكى أساقفته إلى السلطات في حسنكيف عام 1494، سُجن مسعود وعُزل بطريركًا، وناشدوا نوحًا أن يبايعوا له. من خلال تحكيم السلطان قاسم بن جهانجير ماردين، تم مصالحة أساقفة طور عابدين ونوح عام 1495، ونفي مسعود إلى دير في خربوت. وكانت هذه هي المرة الأولى التي يتصالح فيها أساقفة طور عابدين مع بطريرك أنطاكية بعد الانشقاق. التي أعقبت إنشاء بطريركية منفصلة لطور عابدين عام 1364. شغل نوح منصب بطريرك أنطاكية حتى وفاته في 28 تموز 1509 في حمص. كرس نوح ثلاثة عشر أسقفًا كبطريرك.

## يعمل
وقد ألف نوح كتاب خدمة لترتيب الرسامات عام 1506 (مخطوطة القدس 111)، نسخت منه نسختان في القرن السادس عشر (مخطوطة القدس 110 ومخطوطة القدس 113). كما كتب أيضًا كتيبًا تاريخيًا موجزًا حرره لاحقًا بواسطة جوزيبي سيمون أسماني (سيد الفاتيكان. 97). نص جدلي مجهول بعنوان ' "دراسة عن عقيدة السريان"، والتي تُنتقد فيها المسيحية الديوفيزيقية، تُنسب إلى نوح. بالإضافة إلى ذلك، كتب مختارات من 92 صفحة تحتوي على عدد من المواعظ (بالسريانية: memre)‏ في مواضيع زهدية ولاهوتية وفلسفية. وشمل ذلك قصيدة لحمص ولبنان وتأبينًا لـ معلمه السابق توما الحمص. ترنيمة باللغة العربية مهداة لـ مريم أم يسوع، كتبها نوح أيضًا نجاة.

## الخلافة الأسقفية
رسم نوح بطريركًا الأساقفة التاليين:
- فيلوكسينوس يعقوب، رئيس أساقفة أميدا (1496)[22]
- ديونيسيوس داود، رئيس أساقفة معدان (1496)[22]
- يوحنا استفانوس أسقف دير قرتمين (1496)[23]

## الببليوغرافيا
- كيراز، جورج (2018) [2011]. "مافريان". في سيباستيان ب. بروك؛ آرون م. بوتس؛ جورج كيراز؛ لوكاس فان رومباي (المحررون). قاموس جورجياس الموسوعي للتراث السرياني: الطبعة الإلكترونية. بيث ماردوثو مطبعة جورجياس. مؤرشف من الأصل في 2023-03-26. اطلع عليه بتاريخ 2019-12-27.
- تول، هيرمان ج.ب. (2011). "نوح اللبناني". في سيباستيان ب. بروك؛ آرون م بوتس؛ جورج كيراز؛ لوكاس فان رومباي (المحررون). قاموس جورجياس الموسوعي للتراث السرياني: الطبعة الإلكترونية. مطبعة جورجياس. ص. 313–314. مؤرشف من الأصل في 2021-04-12. اطلع عليه بتاريخ 2021-03-31.

## انظر ايضا
- القائد نعمان
- الهيئة الفلسطينية للإعلام وتفعيل دور الشباب